# Grime vs. Grandeur
Grime vs. Grandeur è il quarto album della power metal band Falconer, pubblicato nel 2005.

## Tracce
1. Emotional Skies – 5:11
2. Purgatory Time – 4:44
3. I Refuse – 4:34
4. Humanity Overdose – 6:16
5. The Assailant – 3:42
6. Power – 6:04
7. No Tears for Strangers – 5:48
8. The Return – 5:09
9. Jack the Knife – 4:22
10. Child of the Wild – 6:51